# Borohrádek (nádraží)
Borohrádek je železniční stanice v západní části stejnojmenného města v okrese Rychnov nad Kněžnou v Královéhradeckém kraji poblíž řeky Tichá Orlice. Leží na jednokolejných tratích Velký Osek – Choceň (elektrizovaná soustavou 3 kV ss) a Chrudim–Borohrádek.

## Historie
Stanice byla vybudována jakožto součást trati Rakouské společnosti státní dráhy (StEG) spojující Choceň a Meziměstí, kde železnice dosáhla hranice s Pruskem. Pravidelný provoz zde byl zahájen 25. července 1875. Nově postavené nádraží v Borohrádku vzniklo jako stanice III. třídy, dle typizovaného stavebního vzoru navrženého architektem Wilhelmem von Flattichem.
V roce 1899 dostavěla společnost Místní dráha Chrudimsko-holická do Borohrádku svou trať z Heřmanova Městce přes Chrudim a Holice, pravidelný provoz na trati byl zahájen 26. září. Stanice se tak stala uzlovou, společnost zde vybudovala své potřebné zázemí.
Po zestátnění StEG v roce 1909 pak obsluhovala stanici jedna společnost, Císařsko-královské státní dráhy (kkStB), po roce 1918 pak správu přebraly Československé státní dráhy. Místní dráha Chrudimsko-holická byla pak zestátněna až roku 1925. 15. prosince 1965 spustily ČSD v úseku mezi stanicí Hradec Králové-Slezské Předměstí a stanicí Týniště nad Orlicí provoz po elektrické trakci o napětí 3 kV stejnosměrného proudu.

## Popis
Nachází se zde dvě nekrytá hranová nástupiště, k příchodu k vlakům slouží přechody přes kolejiště. Součástí areálu nádraží je též koncové nákladní odstavné kolejiště.
Ve stanici je cestujícím k dispozici vytápěná čekárna.

## Zabezpečovací zařízení

### Staniční
Stanice je vybavena elektromechanickým zabezpečovacím zařízením. Slouží zde výpravčí a dva signalisté.

### Traťové
Mezistaniční úseky jak do Týniště nad Orlicí tak do Čermné nad Orlicí jsou zabezpečeny telefonickým dorozumíváním.

## Budoucnost
V letech 2025-2028 se předpokládá modernizace a zdvoukolejnění trati Hradec Králové - Choceň. V jejím rámci bude stanice peronizována a zavedeno DOZ z CDP Praha.[zdroj?]

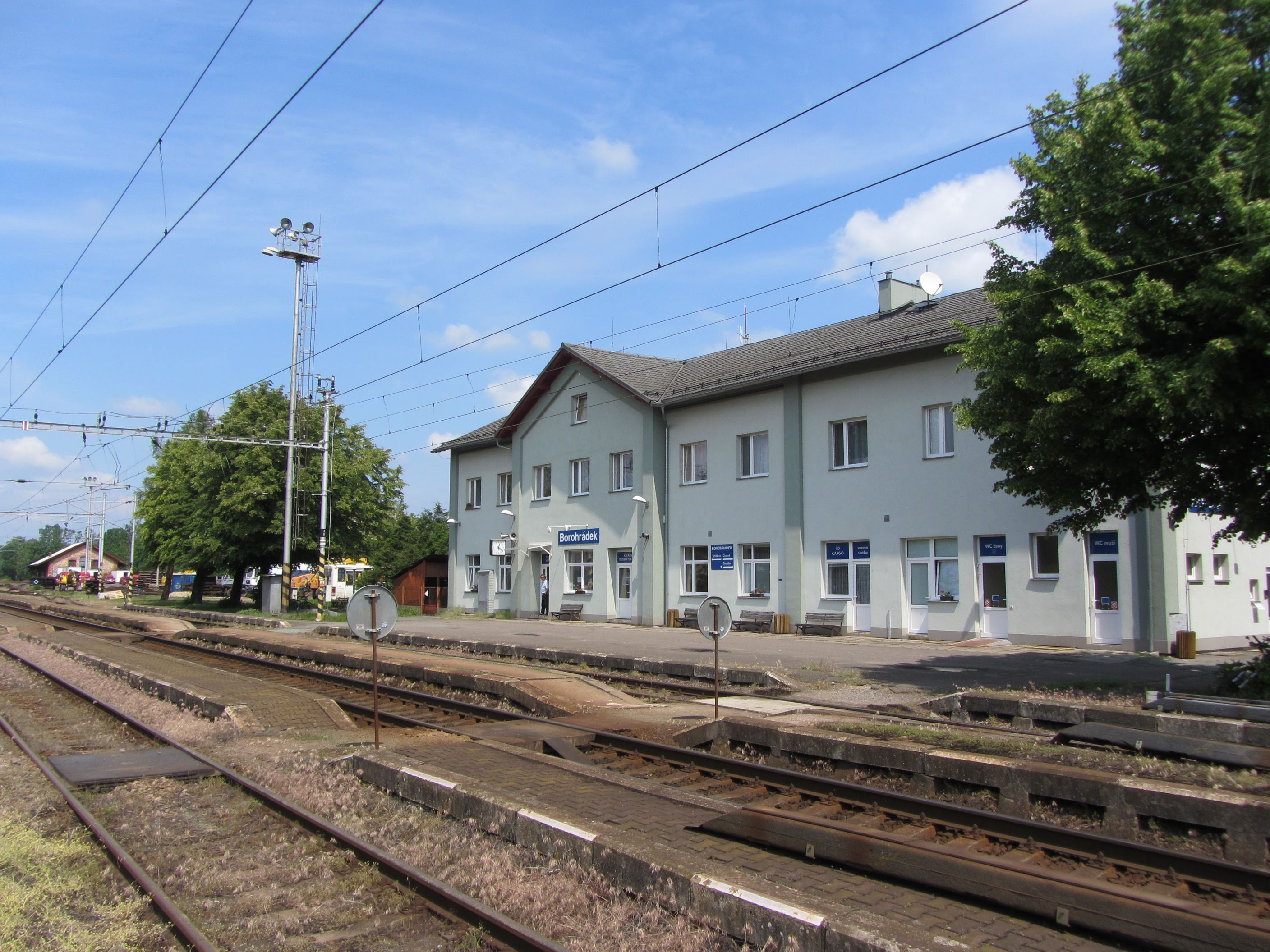
žst Borohrádek
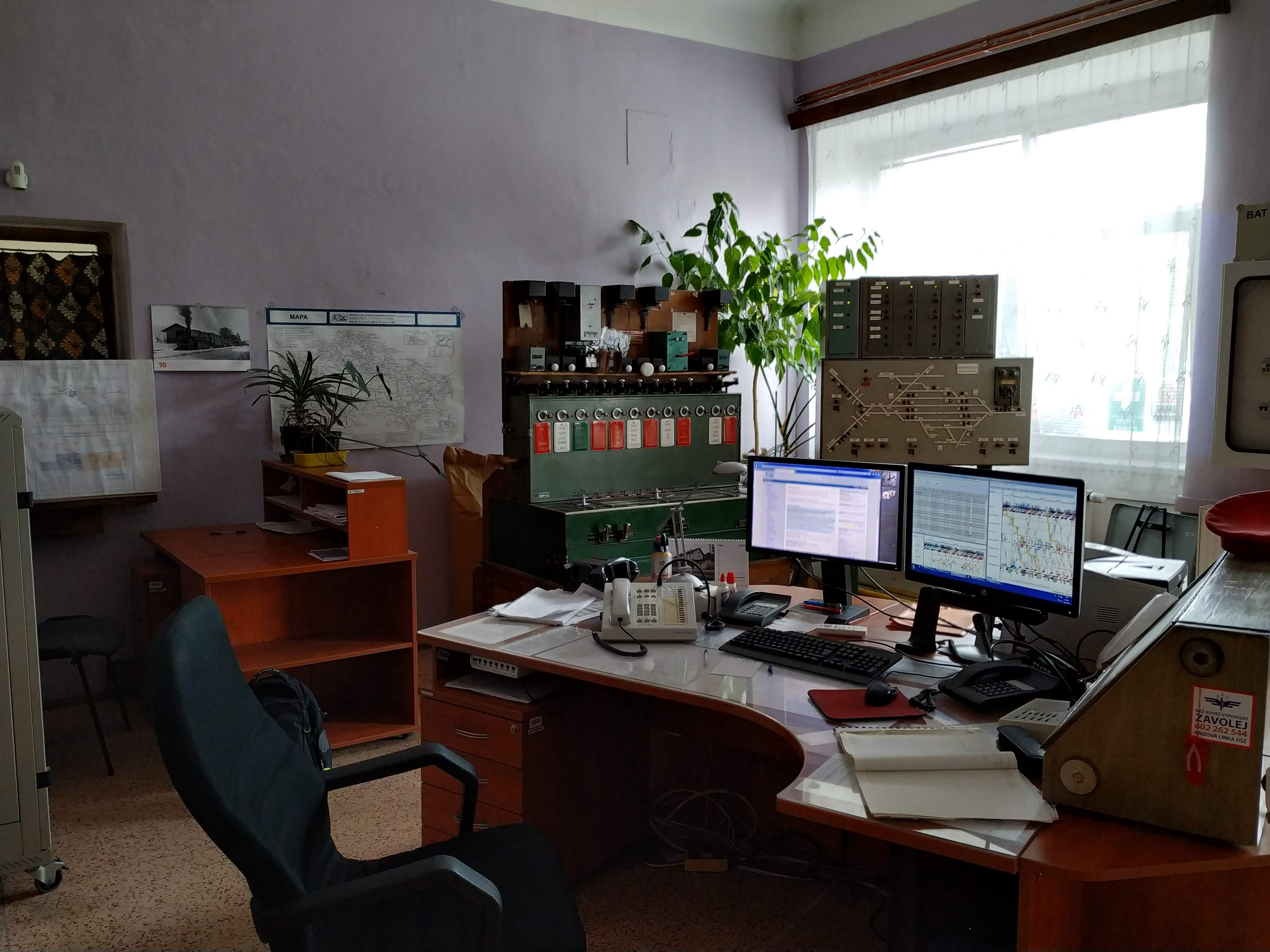
dopravní kancélář